# Lois Toulson
Lois Mae Toulson (* 26. September 1999 in Huddersfield) ist eine britische Wasserspringerin.

## Erfolge
Lois Toulson erzielte bei den Europaspielen 2015 in Baku mit dem Gewinn der Goldmedaille im Turmspringen ihren ersten großen Erfolg. Sie gab ein Jahr darauf in Rio de Janeiro ihr Olympiadebüt und belegte im Synchronspringen vom Zehn-Meter-Turm mit Tonia Couch den fünften Platz. 2017 wurde sie in Budapest mit Matty Lee im Mixed-Synchronspringen vom Zehn-Meter-Turm Vizeweltmeisterin, während sie in Kiew sowohl im Turmspringen als auch im Mixed mit Matty Lee Europameisterin wurde. Die Commonwealth Games 2018 in Gold Coast schloss sie im Turmspringen auf dem Bronzerang ab. Darüber hinaus wurde sie 2018 in Glasgow mit Eden Cheng im Synchronspringen Europameisterin und belegte mit Matty Lee im Mixed Rang zwei.
Bei den 2021 ausgetragenen Europameisterschaften 2020 in Budapest sicherte sie sich mit Eden Cheng im Synchronspringen die Silbermedaille. Bei den ebenfalls 2021 ausgetragenen Olympischen Spielen 2020 in Tokio schloss sie den Wettkampf im Turmspringen auf dem neunten Platz ab. Im Synchronspringen wurden Toulson und Eden Cheng Siebte. Ein Jahr darauf gewann Toulson bei den Commonwealth Games 2022 in Birmingham sowohl im Turmspringen als auch im Mixed-Synchronspringen mit Kyle Kothari die Silbermedaille. Bei den Europameisterschaften gewann Toulson 2022 in Rom mit Gold im Synchronspringen mit Andrea Spendolini-Sirieix und im Mixed-Synchronspringen mit Kyle Kothari gleich zwei Titel. Toulson wurde 2023 in Fukuoka mit Andrea Spendolini-Sirieix hinter Chen Yuxi und Quan Hongchan aus China Vizeweltmeisterin. Ein Jahr darauf belegte Toulson mit Spendolini-Sirieix bei den Weltmeisterschaften in Doha Rang drei.
Lois Toulson nahm bei den Olympischen Spielen 2024 in Paris an zwei Wettbewerben vom Zehn-Meter-Turm teil. Im Turmspringen zog sie nach Rang acht in der Vorrunde ins Halbfinale ein, das sie auf dem 13. Platz abschloss und damit ausschied. Im Synchronspringen erzielte sie mit Andrea Spendolini-Sirieix insgesamt 304,38 Punkte, womit sie hinter den mit 359,10 Punkten siegreichen Chinesinnen Chen Yuxi und Quan Hongchan und den Nordkoreanerinnen Jo Jin-mi und Kim Mi-rae, die mit 315,90 Punkten Platz zwei belegten, Dritte wurden und die Bronzemedaille gewannen.